# 圣玛加当座堂 (克洛赫)
圣玛加当座堂（St Macartan's Cathedral, Clogher）是爱尔兰圣公会圣公会克洛赫教区的两个主教座堂之一（另一座是聖瑪加當座堂 (恩尼斯基林)），位于北爱尔兰蒂龙郡克洛赫村，属于阿马教省。
该堂由建筑师詹姆斯·马丁于1744年设计，采用新古典主义风格。

## 历史
根据传统，大约在490年，圣玛加当奉圣博德之命，在克洛赫村建立了修道院和主教座堂。1041年，克洛赫教堂重建，奉圣玛加当为主保圣人。1295年主教马修·卡塔萨德再次重建教堂。1396年4月20日，该堂与两座小堂、修道院、主教法庭以及另外32座建筑被烧毁。1610年，国王詹姆斯一世没收修道院，将其移交给克洛赫教区。现在的建筑建于1744年。